# Сущевка (река)
Сущевка — река в России, протекает по Костромскому району Костромской области. Впадает в Костромской залив Горьковского водохранилища. Длина реки составляет 15 км, площадь водосборного бассейна — 30,6 км².
Река течёт преимущественно на запад. Около устья соединяется каналами с Барзюковкой и Болтановкой.
Река протекает через Сущево, выше на правом берегу стоит деревня Меленки.

## Данные водного реестра
По данным государственного водного реестра России относится к Верхневолжскому бассейновому округу, водохозяйственный участок реки — Волга от Рыбинского гидроузла до города Кострома, без реки Кострома от истока до водомерного поста у деревни Исады, речной подбассейн реки — Волга ниже Рыбинского водохранилища до впадения Оки. Речной бассейн реки — (Верхняя) Волга до Куйбышевского водохранилища (без бассейна Оки).
Код объекта в государственном водном реестре — 08010300212110000013188.